# Otaki Naoya
Naoya Otaki (sinh ngày 11 tháng 6 năm 1984) là một cầu thủ bóng đá người Nhật Bản.

## Sự nghiệp câu lạc bộ
Naoya Otaki đã từng chơi cho Montedio Yamagata.